# Lars Harms
Pour les articles homonymes, voir Harms.
Lars Harms, né le 13 septembre 1977 à Bâle, est un joueur professionnel de squash représentant la Suisse. Il atteint en septembre 2002 la 41e place mondiale sur le circuit international, son meilleur classement. Il est champion de Suisse à sept reprises et champion d'Allemagne à deux reprises.

## Biographie
Lars Harms participe au PSA World Tour de 2000 à 2005. Il remporté deux tournois et a participé à quatre autres finales. Il atteint son meilleur classement mondial avec la 41e place en septembre 2002 et a été champion de Suisse en 1996 et de 2000 à 2005. Comme Lars Harms est également citoyen allemand, il avait le droit de jouer aux championnats d'Allemagne. Il devient champion d'Allemagne en 2001 et 2003.
Pendant dix ans, Lars Harms est membre et capitaine de l'équipe nationale suisse, avec laquelle il participe à de nombreux championnats d'Europe par équipes et du monde. Il participe aux championnats du monde en 1995, 1997, 1999 et 2003. En simple, il participe aux championnats du monde en 2002 et 2003 où il est battu au premier tour. En raison d'un épuisement professionnel, il met fin à sa carrière en mai 2005.
En 2004, il déménage à Londres où il fonde une entreprise dans le secteur du fitness et de la santé après sa carrière professionnelle, qu'il dirige de 2005 à 2007. Pendant cette période, il est employé par Claudia Schiffer comme conseiller en santé. D'autres activités dans ce secteur ont suivi, d'abord à Londres et depuis 2012 en Suisse.

## Palmarès

### Titres
- Championnats d'Allemagne : 2 titres (2001, 2003)
- Championnats de Suisse : 7 titres (1996, 2000-2005)

### Finales
- Grasshopper Cup : 2001